# BioIntelligence
 (avril 2024).
BioIntelligence est un projet de recherche dont un financement a été demandé en 2007 auprès de l'Agence de l'Innovation Industrielle par la société Dassault Systèmes. Le soutien financier prévu est 47 millions d'euros. Ce financement reste dépendant d'une autorisation de Bruxelles.
BioIntelligence a pour but le développement d'outils informatique qui doivent permettre « d'optimiser la recherche et développement pharmaceutique » et d'anticiper les échecs de nouveaux produits en phase d'essais cliniques, « et donc d'accélérer le développement des molécules », selon le ministère français de l'Économie et des finances.
Peu d'informations sont connues pour le moment[Quand ?]. Une dizaine de partenaires participant au projet sont annoncés.